# الحاجي ندوي
الحاجي أوسينو ندوي (10 أبريل 1992 بالسنغال - ) هو لاعب كرة قدم سنغالي في مركز الدفاع لعب سابقاً في نادي العروبة .